# Вилхелм I фон Йотинген
Вилхелм I фон Йотинген (на немски: Wilhelm I von Oettingen; † 13 април 1467) е граф на Йотинген-Йотинген-Вемдинг в Швабия, Бавария и на замък Флохберг в Шлосберг в Бопфинген, Баден-Вюртемберг.
Той е син на граф Фридрих III фон Йотинген († 23 януари 1423) и втората му съпруга Еуфемия фон Силезия-Мюнстерберг († 17 ноември 1447), дъщеря на херцог Болко III фон Мюнстерберг († 1410).
Брат е на Фридрих IV († 2 септември 1439 в Нойбург на Дунав), Йохан I († 1449), граф на Йотинген-Валерщайн, Улрих († 1477), граф на Йотинген-Флохберг, и на Албрехт († 17 януари 1443), капитулар в Айхщет, Страсбург, Вюрцбург и Кьолн.

## Фамилия
Вилхелм I фон Йотинген се жени 1431 г. или на 5 август 1447 г. в Мюнхен за Беатриче дела Скала († 14 февруари 1466), дъщеря на Паоло дела Скала, господар на Верона († 7 януари 1441), който живее в Бавария с името „фон дер Лайтер“, и съпругата му графиня Амалия фон Фрауенберг-Хааг († септември 1459). Те имат шест деца:
- Фридрих (* 1453, † 3 март 1490), епископ на Пасау (1485 – 1490)
- Йохан II († 15 април 1519), граф на Йотинген, господар на Конде, женен за Елизабет де Ла Хамайде, Даме де Конде († 29 април 1526)
- Волфганг I (* 16 май 1455, † 29 януари 1522 в Харбург), граф на Йотинген, женен 1482 г. за Анна фон Валдбург и Валдзе († 20 март 1507)
- Елизабет (* 7 март 1449, † 28 юли 1509), омъжена 1472 г. за граф Албрехт II Шенк фон Лимпург-Гайлдорф († 4 декември 1506)
- Анна (* 6 август 1450, † 1517), омъжена на 3 януари 1464 г. за Йохан I Стари фон Валдбург-Траухбург (* 1438, † 25 декември 1504)
- Маргарета († 24 август 1528), омъжена на 24 февруари 1474 г. в Равенсбург за Йохан Вернер I фон Цимерн-Мескирх († 16 октомври 1495 в Мюнхен)